# Voo LOT Polish Airlines 5055
Voo LOT Polish Airlines 5055 foi um voo fretado por um Ilyushin Il-62M da LOT Polish Airlines que caiu no horário da manhã de sábado, 9 de maio de 1987. O desastre aconteceu na floresta de Kabaty, nos arredores de Varsóvia, capital da Polônia. O voo estava preparado para sair de Varsóvia para o Aeroporto Internacional John F. Kennedy, na cidade de Nova Iorque e depois prosseguir para o Aeroporto Internacional de San Francisco, San Francisco. Quando encontrou vários eventos catastróficos com os motores números 1 e 2, bem como falha dos elevadores horizontais logo após a decolagem. Todos os 183 passageiros e tripulação a bordo morreram no acidente. O acidente foi o mais mortal de qualquer envolvendo um Ilyushin Il-62 e, no momento, é o pior acidente da aviação na história da Polônia. Estava determinado a ter sido causado pela desintegração de um eixo do motor devido a rolamentos defeituosos.

## Aeronave
A aeronave era um Ilyushin Il-62M de 186 lugares, construído no terceiro trimestre de 1983, registrado SP-LBG e chamado Tadeusz Kościuszko, líder militar polonês e herói nacional.

## Passageiros e Tripulação
| Nacionalidade  | Passageiros | Tripulação | Total |
| -------------- | ----------- | ---------- | ----- |
| Polónia        | 155         | 11         | 166   |
| Estados Unidos | 17          | 0          | 17    |
| Total          | 172         | 11         | 183   |

Todos os membros da equipe eram poloneses. O comandante tinha 59 anos, com 19 745 horas de experiência (5 542 no Ilyushin Il-62) e com licença desde 11 de maio de 1978. O primeiro oficial tinha 44 anos. A equipe de voo restante era um engenheiro de voo de 43 anos E um treinador de engenheiros de voo de 53 anos de idade, em uma observação rotineira de seu progresso; O navegador de voo de 47 anos; E um operador de rádio de 43 anos. Havia cinco comissários de bordo a bordo; Um estava estacionado na parte de trás da aeronave, entre os motores, e provavelmente já perdeu a consciência e queimou no incêndio ou foi sugado para fora da aeronave após a descompressão; Seu corpo nunca foi encontrado apesar de uma busca extensa.
Dos 172 passageiros a bordo, 155 eram da Polônia, enquanto os outros 17 eram dos Estados Unidos.

## O Acidente

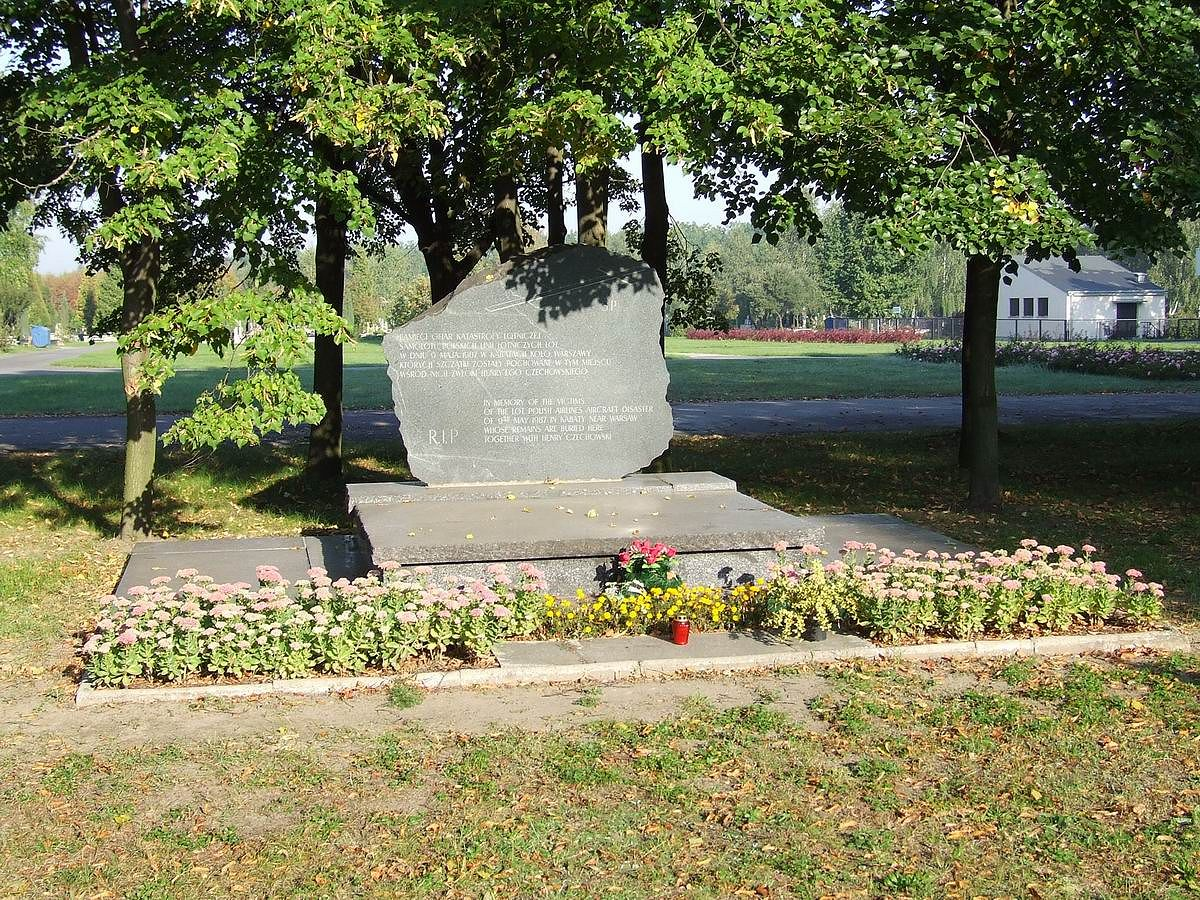
Memorial para às vítimas do desastre

O avião fretado para a cidade de Nova Iorque decolou da pista 33 no Aeroporto de Okęcie às 10h18 da manhã. O voo iria continuar até San Francisco após o reabastecimento em Nova Iorque. Os pilotos foram apurados para subir a 31 000 pés (9 400 m), em um curso definido para o intervalo omnidireccional Grudziądz VHF (VOR), que foi atingido a 26 500 pés (8 100 m). Logo após o voo 5055 decolou de Varsóvia, a tripulação foi autorizada pelo controle de tráfego aéreo para subir a uma altitude de 18 000 pés (5 500 m) o mais rápido possível:
| 10:26    | Voo 5055           | Bem, nós vamos para Nova Iorque, possivelmente vamos chegar ao nível de voo 180... |
| 10:26    | Controle de Okęcie | Cavalheiros! Você não conseguirão. Você tem cerca de 5 km (3,1 mi) para a TMN [rota Tango-Mike-November]. Eu disse que a depuração foi definida para 180 ou superior. Aviões militares estão treinando lá. Não tenho comunicação com eles para permitir a separação. |
| 10:26    | Voo 5055           | Roger... Roger... |
| 10:31:35 | Controle de Okęcie | 5055, posição 310, corta imediatamente o nível de voo 170 [17 000 pés (5 200 m)]. |
| 10:31:39 | Voo 5055           | 5055, posicionando 310. |
| 10:31:41 | Controle de Okęcie | Suba imediatamente. Eu digo, imediatamente. |

Naquele momento, a tripulação aplicou o impulso máximo nos motores para subir a 18 mil pés (5 500 m). Supostamente, se não tivessem aplicado impulso, o disco de motor interno esquerdo (número 2) teria sobrevivido a todo o voo. No entanto, nove minutos após o empuxo foi aplicado, os rolamentos defeituosos dentro do motor superaqueceram o suficiente (para cerca de 1 000° graus ou 1 800° graus) para provocar uma explosão.
O motor número 2 explodiu e começou a queimar às 10h41min28 da manhã, quando a aeronave tinha acabado de passar a aldeia de Lipinki, perto de Warlubie (perto de Grudziądz, à 8 200 metros (26 900 pés), a uma velocidade de 810 quilômetros por hora (500 mph). Os rolamentos superaquecidos explodiram, destruindo o eixo principal, soltando o disco das palhetas da turbina. O disco solto girou a uma velocidade enorme e desintegrou-se violentamente, lançando pedaços de metal a uma velocidade estimada de 160 metros por segundo (520 pés), perfurando a fuselagem, cortando controles de voo e cabos elétricos e causando danos severos ao motor número 1 (o lado esquerdo externo), que logo também começou a queimar. Um pedaço de detritos quentes explodiu no compartimento de carga e no motor número 4 e causou um incêndio que se espalhou rapidamente; o motor interno esquerdo queimou rapidamente até o impacto.
Imediatamente, a equipe percebeu que os sistemas de elevação haviam falhado (apenas o ajuste de afinação permaneceu operacional) e que dois motores estavam desligados. Os motivos para isso eram desconhecidos para a tripulação; Inicialmente, eles suspeitaram que a aeronave poderia ter sido atingida por alguma coisa, possivelmente outra aeronave. Os pilotos iniciaram uma descida de emergência a 4 000 m (13 200 pés). O aeroporto mais próximo, onde o Il-62 poderia aterrissar era no Gdańsk, mas o desembarque não era possível porque a tripulação não podia despejar combustível suficiente para a tentativa de pouso de emergência (o peso de decolagem da aeronave nesse dia era de 167 toneladas), até às 10:41 Cerca de 6 toneladas de combustível foram consumidas, o peso máximo de desembarque do Il-62M foi de 107 toneladas), então eles voltaram para Okęcie. Devido ao sistema elétrico danificado, a equipe teve problemas com o despejo de combustível e eles não perceberam que o incêndio se espalhou para as bases de carga na parte de trás da aeronave (porões de carga 4 e 6), e nos minutos finais provavelmente se espalharam para a cabine dos passageiros.
Inicialmente, a tripulação pretendia pousar no Aeroporto Militar de Modlin, mas no último momento eles decidiram retornar à Okęcie, onde havia melhor equipamento de emergência. Na época, não estava claro por que a equipe decidiu continuar o vôo para Varsóvia, tendo em conta a rápida expansão do fogo e a perda de controles de vôo, em vez de aterrar o mais rápido possível em Modlin. O equipamento de emergência de Modlin não era tão bom quanto o de Okęcie, mas ainda é bom o suficiente para lidar com um pouso de emergência de um avião com um incêndio em voo. Muitos na época acreditavam que a tripulação decidiram que o avião não deveria aterrissar em um aeroporto militar e (ao contrário dos relatórios oficiais) negou o pedido da tripulação para aterrar em Modlin. Embora isso seja um pouco plausível, nenhuma evidência conclusiva que apoia esta teoria foi apresentada. A hipótese mais provável é que, devido ao dano aos sistemas elétricos, tanto os detectores de incêndio na porta de carga como o interior do motor não funcionaram corretamente (na caixa preta), um aviso de incêndio do motor foi ouvido logo após a explosão, Mas depois desapareceu, o sinal reapareceu menos de quatro minutos antes do acidente e continuou até o impacto) e, portanto, Pawlaczyk não sabia sobre a magnitude do fogo na carga e a rapidez com que se espalhava, nem sobre o motor em chamas quando ele decidiu voar para Varsóvia.
Às 10:53, ocorreu uma explosão no compartimento de carga; Os motivos são desconhecidos. Supõe-se que alguns dos tanques de combustível se romperam e os vapores de combustível entraram num incêndio, causando uma explosão.
Os passageiros estavam plenamente conscientes da emergência; Halina Domeracka, passageira de 58 anos, conseguiu escrever na página inicial de sua cópia da Bíblia do Novo Testamento: 9/5/1987 A aeronave está danificada... Deus, o que acontecerá agora... Halina Domeracka, R. Tagore St., Varsóvia...
Fragmento da caixa preta (O momento da explosão do motor)
10:41:28 Sinal acústico intermitente do desengate do piloto automático
10:41:30 Tripulação: Ei! Pressurização!
10:41:32 Sinal de toque acústico de descompressão de cabine
10:41:34 Tripulação: Existe um incêndio? O que está acontecendo?
10:41:35 Tripulação: Provavelmente um incêndio.
10:41:37 Tripulação: Motor? Desligue isso!
10:41:39 Tripulação: ...Desligue. Esse primeiro está queimando!
10:41:42 Tripulação: ...Incêndio...
10:41:44 Tripulação: ...tudo desligado [referindo-se aos aceleradores dos motores]
10:41:45 Tripulação: Varsóvia?
10:41:46 Tripulação: ...tudo desligado. Descompressão.
10:41:48 Tripulação: Dois motores pararam!
10:41:49 Sinal acústico contínuo do fogo do motor.
10:41:50 Tripulação: Dois motores pararam! [...] Desligue... [...] Estamos nos dando a volta! Incêndio!

10:41:55 Tripulação: Cuidado!!! Controle de Varsóvia, LOT 5055! Controle de Varsóvia! [Chamada]
A tripulação tentou pousar em Okęcie na pista do sul (devido ao forte vento) e virou a aeronave para 180 graus para a pista 33, mas um incêndio em voo rapidamente, que se espalhou para o exterior da aeronave (que estava a caminho de uma grande chama e densa fumaça preta) causou uma falha hidráulica dos controles de voo sobreviventes, incluindo o ajuste de afinação. O trem de pouso também não estava funcionando. As bombas de despejo de combustível de emergência também não estavam funcionando; Às vezes eles pararam de funcionar, mas voltavam ao normal apenas para retomar o vazamento de combustível minutos depois. No momento do acidente, aproximadamente 32 toneladas de combustível ainda estavam nos tanques. Uma volta muito para a direita e muito para a esquerda foi iniciada às 11h09, à 1 500 metros com uma velocidade de 480 km/h (300 mph). No momento, a aeronave passou pela aldeia de Józefosław, a aproximadamente 10 km do aeroporto, o avião começou a se despedaçar devido ao incêndio forte (começando no chão). Supostamente, neste momento, o incêndio destruiu os controles de afinação. Quando a aeronave passou pela cidade de Piaseczno, já em seus segundos finais, entrou em voo sinusoide e mergulhou o nariz com uma pequena margem esquerda de 11 graus e um passo de 12 graus para baixo, atingindo o solo a uma velocidade de 475 km/h (295 mph) e explodindo em pedaços na floresta a 5,7 km (18 700 pés) da pista do Aeroporto Internacional de Varsóvia. (À medida que o mergulho no nariz começou muito pouco antes do acidente, uma hipótese afirma que, nos últimos momentos, o fogo no compartimento de carga se espalhou para a parte traseira da cabine de passageiros, causando pânico em massa, os passageiros se moveram para o nariz da aeronave, longe do incêndio, desestabilizando a aeronave e causando o mergulho. Outra é que o incêndio que se espalhou rapidamente deformou a fuselagem na parte traseira. (o que: combinado com forças fortes que atuam no empenagem, alterou o ângulo de ataque da aeronave e contribuiu para o mergulho rápido.) Os destroços foram espalhados por uma área retangular, aproximadamente 370 por 50 metros (1 210 por 160 pés).
11:09:47 horas
Torre: Da sua posição atual, você tem cerca de 15 quilômetros (9,3 milhas) para a pista.
Tripulação: Entendido.
Tripulação: ...[virar] Para a esquerda! Vire à esquerda!
11:10:13 horas
Torre: 5055, à esquerda, à esquerda 0-5-0.
Tripulação: OK.
11:10:40 horas
Torre: 5055, à esquerda, curso 3-6-0.
Tripulação: Queremos girar. É exatamente isso que queremos. [Significado implícito: "estamos tentando"]
Torre: Continue girando, volte para 3-6-0. Agora você tem cerca de 12 quilômetros (7,5 milhas) para a pista.
Tripulação: OK.
11:11:02 horas
Torre: 5055, à esquerda, curso 3-3-0.
Tripulação: Estamos voltando para à esquerda.
Torre: Comece a aproximação final cerca de 11 quilômetros da pista.
Tripulação: Faremos tudo o que pudermos.
Torre: Entendido.
Torre: [Vire] Para a esquerda, curso 3-2-0.
Tripulação: Entendido.
11:11:34 horas
Torre: Você chegou ao lado direito da linha central da pista, continue a esquerda, curso 3-0-0.
Torre: O vento é 290 graus, 22 km/h (14 mph). Você está habilitado para a pista três a três.
Tripulação: OK.
11:12:10 horas
Transmissor ligado quatro vezes; Fragmentos de palavras ininteligíveis
11:12:13 horas
Tripulação: Boa noite! Adeus! Adeus, Vamos morrer!
As últimas palavras dentro da cabine gravadas pela caixa preta às 11h12min13 foram: "Dobranoc! Do widzenia! Cześć, giniemy!" (por. Boa noite! Adeus! Adeus, Vamos morrer!). Todos os 172 passageiros e 11 tripulantes morreram quando a aeronave se despedaçou e explodiu.

## Causa
Após o acidente de um outro Il-62 operando como o Voo LOT Polish Airlines 007, a companhia aérea começou a substituir antigos Ilyushin Il-62 pela versão mais moderna, o Ilyushin Il-62M. Estes tinham motores mais recentes (o Soloviev D-30 em vez de Kuznetsov NK-8), mas ambos os motores turbofan compartilhavam o mesmo ponto crítico - um compressor de turbina de baixa pressão e falhas no projeto de construção do eixo do motor.

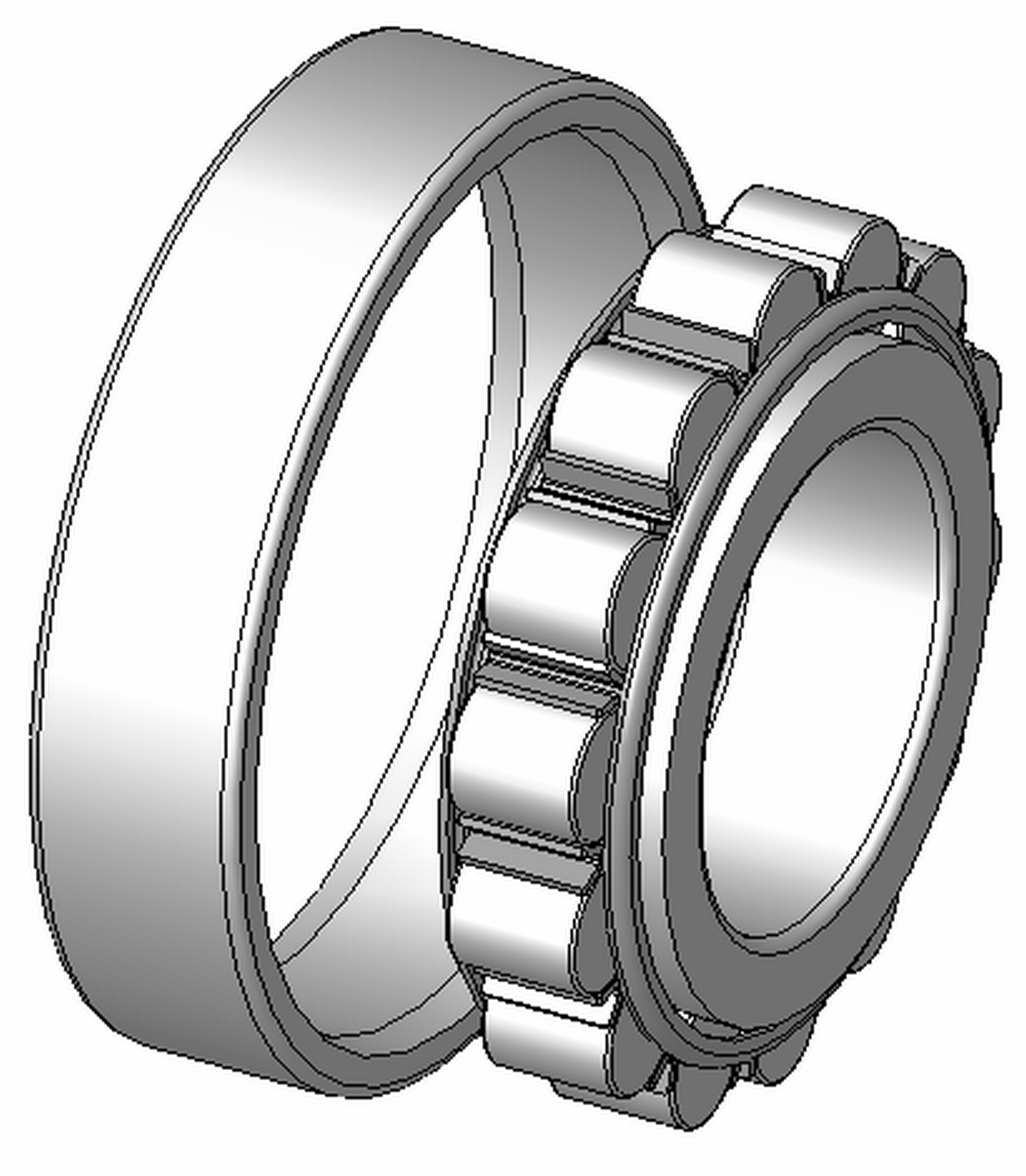
Um rolamento de rolos. O anel circular é a carcaça externa onde os rolos internos correm.

De acordo com a comissão de investigação da Polônia, a causa do acidente foi a desintegração de um eixo do motor devido a rolamentos defeituosos dentro do motor número 2 que pararam, causando calor extremo. Isso, por sua vez, causou o consequente dano ao motor número 1 (e seu incêndio), descompressão rápida do casco, incêndio no porão de carga (que não foi detectado devido a um sensor do sistema de alarme de incêndio danificado) como a perda de controles de elevação e falha elétrica progressiva.
Os rolamentos em questão eram rolamentos de rolos; Cada um foi projetado para ter 26 rolos dentro, mas porque o fornecimento dos rolos para a fábrica foi adiado - enquanto os rolamentos tinham que ser finalizados a tempo devido a contratos vencidos - cada rolamento tinha apenas 13 rolos ao invés de 26.

## Depois do acidente
Os bombeiros do Aeroporto de Okęcie estava ciente da emergência; Quando a aeronave caiu, eles dirigiram imediatamente para o local do acidente, mas eles não conseguiram chegar no local porque os caminhões não conseguiram passar pelas lacunas entre as árvores.
O dia estava quente e ensolarado, muitas pessoas descansavam nas proximidades da floresta de Kabaty; após o acidente, muitos deles foram para o local. De acordo com os relatórios oficiais, o local foi rapidamente fechado ao público, e nenhum saqueamento foi oficialmente registrado. No entanto, alguns relatórios não-oficiais sobre o roubo de Złotys e itens valiosos surgiram mais tarde; Os pertences pessoais de Halina Domeracka, incluindo seu passaporte, a sua Bíblia do Novo Testamento, fotos e óculos foram recuperados intactos do local do acidente, mas 400 dólares e 10 000 Złotys estavam desaparecidos.
Como algumas árvores queimadas caíram, vários incêndios locais foram iniciados no chão, propagados pelo combustível inflamado. Todas os focos de incêndio nas árvores foram extintos às 12h00. Um total de 195 bombeiros de 44 batalhões diferentes participaram.
Todos os corpos das vítimas foram encontrados no local do acidente, totalmente mutilados e carbonizados. De um total de 183 corpos, 62 nunca foram identificados.
Todos os membros da equipe receberam póstumas altas decorações militares e civis: o capitão Pawlaczyk recebeu a Ordem da Polônia Restituta, outros membros da tripulação de voo receberam a Cruz dos Cavaleiros da mesma ordem, e os comissários de bordo receberam o Cruz do Mérito. O funeral estadual da tripulação foi realizado em 23 de maio de 1987 no Cemitério Comunal do Norte de Varsóvia. Os túmulos da tripulação do Voo LOT Polish Airlines 007 estão localizados a poucas centenas de metros de distância.
Após o acidente, foi decretado luto oficial de dois dias. Muitas autoridades do mundo inteiro, incluindo o Papa João Paulo II, expressaram suas condolências às famílias das vítimas.
A causa do acidente foi semelhante à do acidente do Voo LOT Polish Airlines 007 que aconteceu sete anos antes. Após o desastre do voo 007, a comissão investigadora polonesa estabeleceu que a desintegração do eixo do motor era o resultado da fadiga do metal utilizado,   o mecanismo defeituoso que era menos resistente à fadiga e um projeto defeituoso do eixo do motor. A detecção dessas falhas só foi possível após a desmontagem completa do motor e a análise detalhada de todos os seus elementos e, como tal, estava além das capacidades do pessoal de manutenção da aeronave. Essas preocupações foram abordadas pela Comissão de Desastres Especiais do Governo Polonês no inquérito de 1980, mas os projetistas, engenheiros e cientistas soviéticos discordaram dessas descobertas, afirmando que a desintegração da turbina foi o resultado da falha do motor e não da Ilyushin.
Após a queda do voo 5055, um relatório semelhante foi enviado a Moscou, mas foi inicialmente rejeitado pelos engenheiros e políticos soviéticos. Os engenheiros soviéticos até fizeram seu próprio relatório, concluindo que todos os danos aos motores eram a conseqüência do acidente, foi causado pelo erro do piloto. No entanto, apesar das pressões e ameaças dos soviéticos, a comissão polonesa manteve as suas descobertas; Por fim, os engenheiros e políticos soviéticos aceitaram relutantemente a responsabilidade. Logo após o acidente, a LOT Polish Airlines, trocou aeronaves soviéticas por aeronaves da Boeing. Mas, implementou várias melhorias no Ilyushin Il-62:
- Duplicando os sistemas de controle de vôo (uma questão levantada no relatório de 1980, mas nunca abordada por engenheiros soviéticos);
- Instalando um sistema avançado de detectores de vibração do eixo do motor em cada motor;
- Instalando detectores de fumaça mais avançados em suportes de carga (detectores de fumaça eram mais confiáveis do que os detectores de incêndio já utilizados) e detectores de incêndio avançados nas nacelas do motor;
- Substituindo todos os componentes inflamáveis nos porões de carga com componentes não inflamáveis;
- Testes laboratoriais obrigatórios de óleo lubrificante do motor após cada voo (o teste, se tivesse sido realizado anteriormente, teria detectado o dano aos rolamentos).

## Hoje

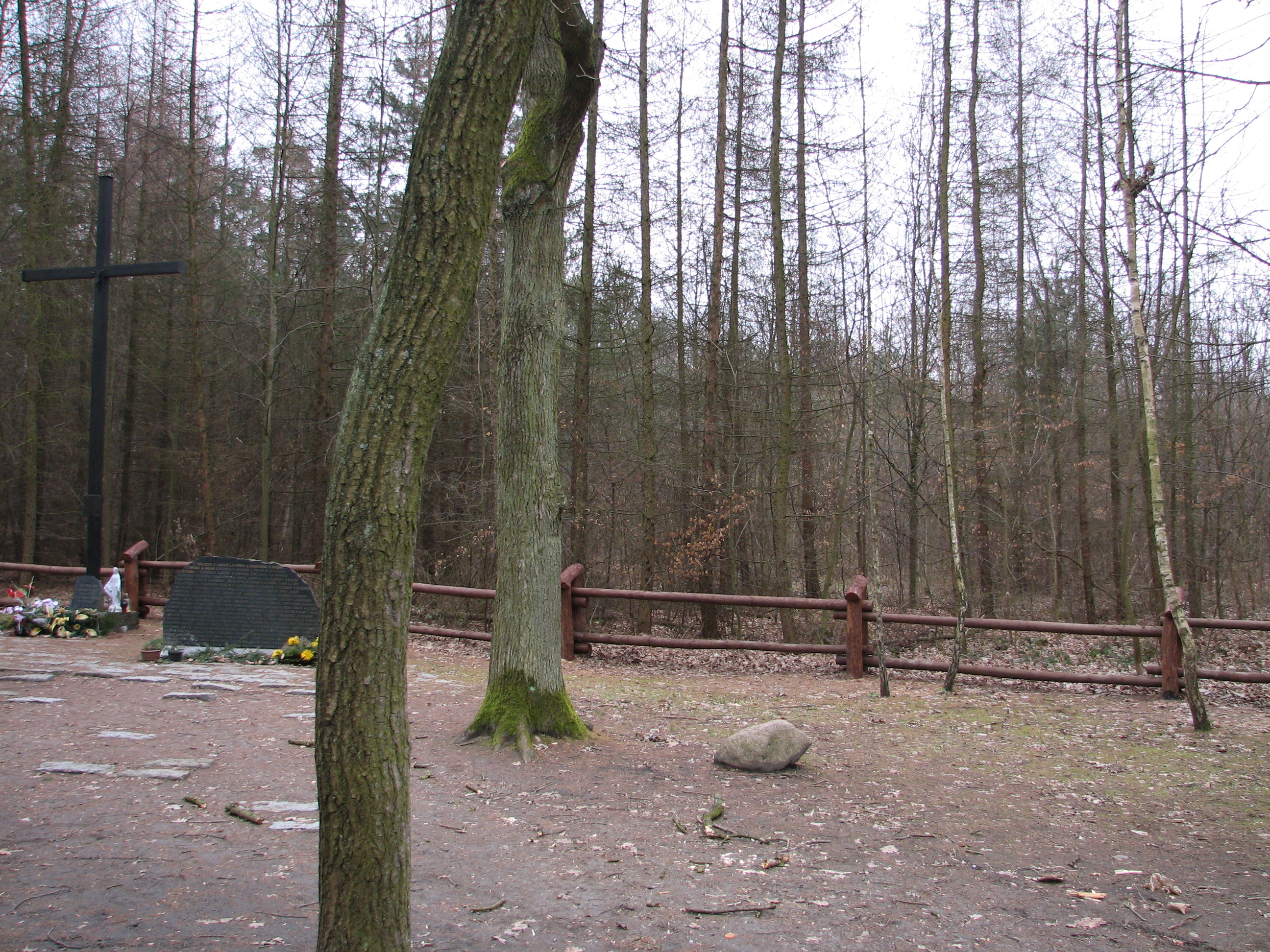
O local da queda em 2009.

Após o acidente, o lugar onde o voo 5055 caiu, foi limpo cerca de três meses, lavrado e semeado com novas árvores. Até hoje, a longa cicatriz na floresta ainda é perfeitamente visível do céu. Na borda sul da cicatriz há um monumento - uma cruz cristã alta, pintada de preto e uma pedra negra gravada com os nomes das vítimas do acidente. No distrito de Ursynów, está na rua Zygmunt Pawlaczyk, na Floresta de Kabaty um bosque de árvores chamado de Kościuszko.
Os túmulos simbólicos dos membros da tripulação estão enterradas no Cemitério Militar de Powązki e um túmulo coletivo de vítimas não identificadas encontra-se no cemitério Wólka Węglowa (o local onde as vítimas foram identificadas). Algumas vítimas identificadas também foram enterradas ali, enquanto outros passageiros foram enterrados em suas cidades natais.